# Velká Dobrá
Velká Dobrá település Csehországban, a Kladnói járásban. Velká Dobrá Doksy, Kamenné Žehrovice, Družec, Braškov, Pletený Újezd és Kladno településekkel határos. Lakosainak száma 1799 fő (2024. január 1.).

## Népesség
A település lakosságának változását az alábbi diagram mutatja:
| Lakosok száma | 748  | 1070 | 1377 | 1263 | 1029 | 1084 | 1724 | 1784 | 1799 | 1799 |
|               | 1869 | 1890 | 1921 | 1950 | 1980 | 2001 | 2017 | 2019 | 2022 | 2024 |